# 孫泰 (弘治進士)
孫泰（1477年—？），字時寅，號龍溪，浙江湖州府歸安縣人，民籍，明朝政治人物。

## 生平
弘治十四年（1501年）辛酉科浙江鄉試第七十六名舉人。弘治十八年（1505年）中式乙丑科二甲第六十名進士。授知县，正德七年五月选授南京陕西道监察御史，後历任刑部云南司主事、刑部郎中，十一年正月恤囚南直隶，官至兖州府知府。

## 家族
曾祖孫永昌；祖父孫元瑞；父孫賓（1453年-1512年），字孟仪，別号简斋，母費氏。具庆下。兄孫豫、孫復。弟孫益、孫萃。